# Slap Pekel
Slap Pekel leži na potoku Blanščica, ki izvira izpod Velikega Javornika, glavnega vrha Bohorja. 
Bohor je geološko vzhodni podaljšek Posavskih gub z zelo pestro geološko sestavo in zapleteno zgradbo. Med zanimive geološke pojave sodijo tudi slapovi, ki površinsko preoblikujejo kamnito zemeljsko površje. Vode po južnem pobočju Bohorja struge urezujejo skozi trden triasni dolomit, dolbejo v njem globoke soteske, ob zelo trdnih kamnitih pregradah pa ustvarjajo slapove in slapiče.
Na potoku Blanščica je več slapov, vendar je lahko dostopen le imenovani Pekel.
Najnižje ležeč prvi slap je visok 5 m in širok 3 m ter teče poševno na prelom. Dostopen je samo po brezpotju.
Slap Pekel leži v dnu soteske, visok je 17 m in najvišji na tem potoku. Pada prek dolomitnih sten v več curkih in ne tvori tolmuna. Do njega lahko pridemo po več poteh. Zanimiva je pot, ki se nadaljuje od slapa Bojanca preko visoke planote in po robu soteske po kateri teče Blaščica. Do slapa pa vodi tudi pot od kmetije Požun. Ob poti je viden opuščen mlin, nekaj dreves tise in geološki prelom. Takoj na slapom Pekel je še en 7 m visok slap Orgle, nad njim pa 15 m večstopenjsko slapišče.
Nedaleč stran gorvodno od slapa Pekel se nahaja partizanska tiskarna Franceta Prešerna, v kateri so med 2. svetovno vojno tiskali časopise, med drugim tudi Mladino. Nad slapom pa je zanimiva skalna tvorba v obliki igle, visoka preko 10 m. Še dlje ob potoku navgzor se nahaja opuščen rudnik svinca in cinka.
Še dalje po toku navzgor je še več slapov visokih do 15 m, ki pa nimajo posebnih imen.  